# Savina

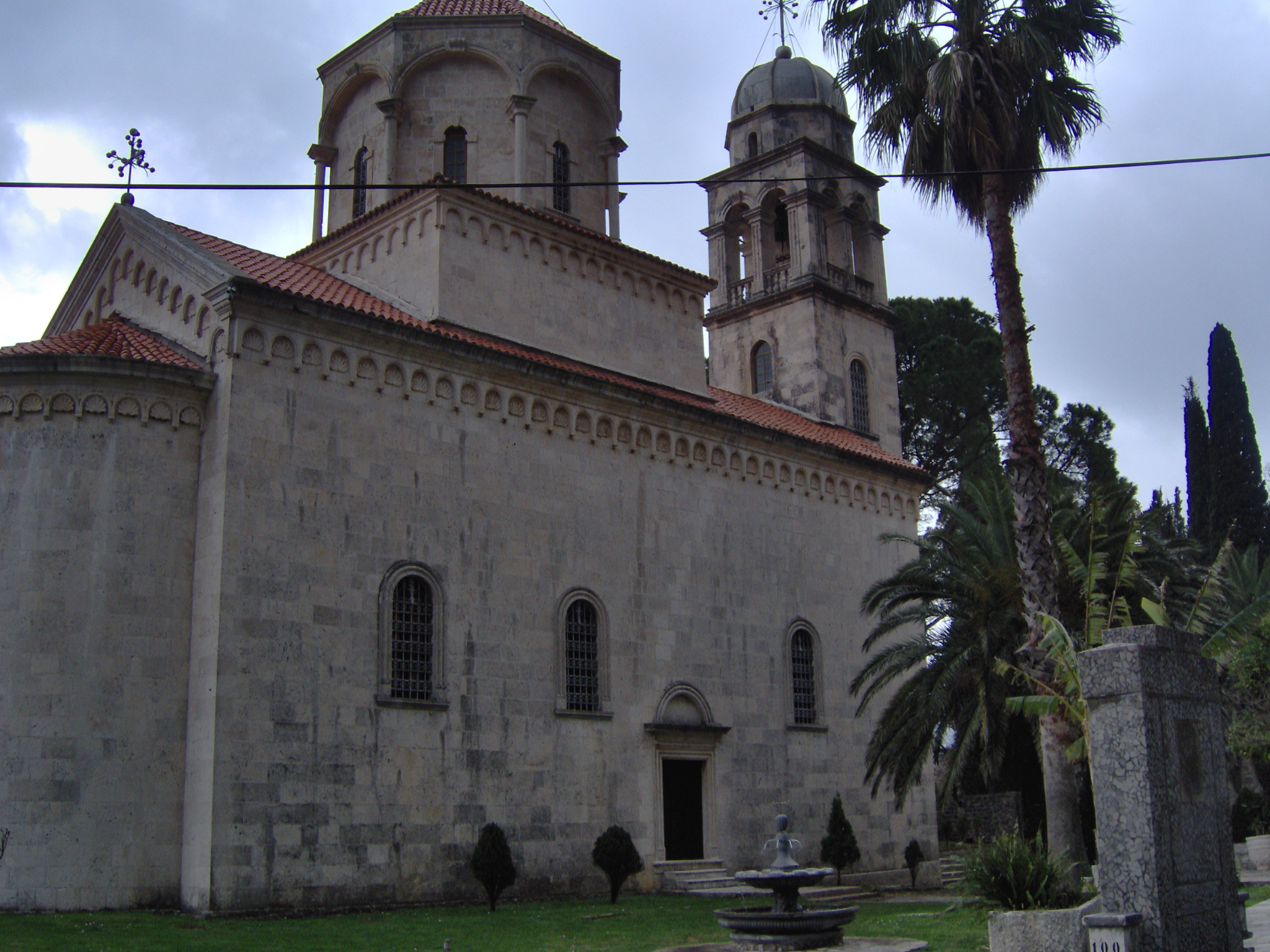
Kloster Savina

Das serbisch-orthodoxe Kloster Savina befindet sich 2 km östlich von Herceg Novi in der Bucht von Kotor, Montenegro. Baubeginn war 1030.
Der in einem Park aus alten Pinien und Eichen befindliche Komplex besteht aus einem Friedhof, zwei Kirchen und dem Klostergebäude selbst. Die kleinere, reich mit Fresken ausgeschmückte Kirche stammt aus dem 11. Jahrhundert. Die große Kirche wurde im 18. Jahrhundert vom Künstler Nikola Foretić aus Korčula erbaut. Sehenswert sind die prächtigen Ikonostasen. 
Ein Sitzplatz im Chorgestühl der Mönche ist seit der Ermordung von König Alexander I. bei einem Besuch in Frankreich 1934 durch eine Gedenktafel gekennzeichnet und durch eine Stange unbenutzbar gemacht.